# North Pole
North Pole – miasto w Stanach Zjednoczonych, na Alasce, w okręgu Fairbanks North Star.

## Demografia
Według danych z 2005 liczy 1778 mieszkańców. W 2023 liczba mieszkańców wzrosła do 2427 osób, a gęstość zaludnienia do 228,5 osoby/km².

## Nazwa i położenia

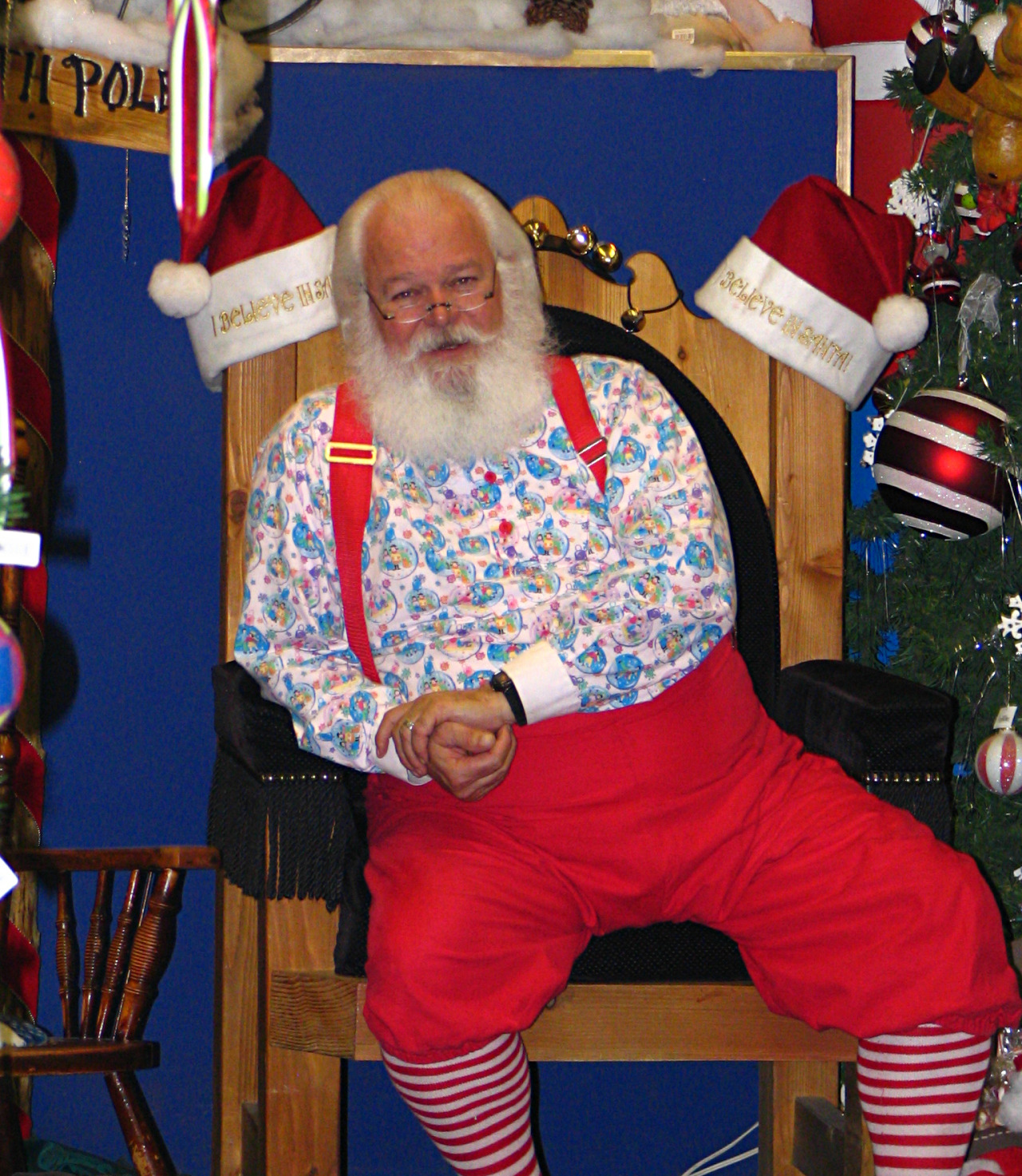
Święty Mikołaj z North Pole na Alasce

Wbrew nazwie (dosłownie: "Biegun Północny") leży 2735 km na południe od bieguna północnego.

## Turystyka
Miasto stanowi atrakcję turystyczną, z racji sklepu z upominkami zwanego Santa Claus House (Dom Świętego Mikołaja), z dużym pomnikiem świętego przed wejściem. W okresie świąt Bożego Narodzenia rokrocznie miejscowy urząd pocztowy otrzymuje setki tysięcy listów adresowanych do Świętego Mikołaja, wiele osób wysyła także kartki świąteczne do bliskich właśnie stąd, by widniał na nich stempel "North Pole". Na wydawanych tu pocztówkach kod pocztowy 99705 opisany jest jako kod pocztowy Świętego Mikołaja.
Także nazwy miejscowych ulic nawiązują tematycznie do świąt, Mikołaja i jego pomocników. Jest tu Santa Claus Lane, St. Nicholas Drive, Snowman Lane, oraz Kris Kringle Drive.